# Girart de Vienne
Girart de Vienne is een legendarische ridder uit de tijd van Karel de Grote en de hoofdpersoon van de gelijknamige chanson de geste, die in de 12e eeuw (rond 1180) door Bertrand de Bar-sur-Aube werd geschreven. Het bestaat uit vier delen, 192 zangen en 6929 regels.

## Het verhaal
Het verhaal gaat over Girart van Vienne, de jongste van de vier zonen van Garin de Monglane. Monglane wordt in de tekst gesitueerd in Gascogne, maar ook aan de Rhône. De oudste broer is Hernaut de Biaulande (Beaulande), dan volgen Milon de Puglia (Apulië) en Renier de Geneva (Genève). Garin is door de Moorse Emir Sinagon tot armoede gedreven. Zijn zonen zoeken daarom elders hun heil.
Renier en Girart gaan naar het hof van Karel de Grote, waar ze eerst onvriendelijk worden ontvangen. Toch komen ze in zijn dienst en krijgen gebieden toegewezen om er te regeren. Karel had Girart beloofd te kunnen trouwen met de weduwe van de Bourgondische hertog, maar bij het zien van haar schoonheid, kiest Karel er voor haar zélf te trouwen. De hertogin twijfelt en heeft de voorkeur voor Girart. Maar die wil niet dat een vrouw om zijn hand vraagt en stelt hun contact uit. Boos kiest zij nu direct voor Karel. Op hun bruiloftsnacht wil Girart de koning van Francia de voet kussen, omdat hij Vienne heeft gekregen. Maar dan plaatst de koningin haar voet voor die van haar man. Girart kust dus haar de voet buiten zijn weten om. Dat is haar wraak. Dit leidt tot de vete tussen Girart en Karel. Want de koningin maakt er geen geheim van wat er is gebeurd tot schande van Girart. Karel straft zijn vrouw niet.
Als Aymeri, Girarts neef - Aymeri is de zoon van zijn oudste broer Hernaut de Biaulande, later de vader van Willehalm van Orange (Willem met de Hoorn) - , hoort van de schande die zijn oom is aangedaan, doodt hij bijna de koningin. Zij weet net op tijd weg te duiken. Aymeri keert daarop terug naar zijn oom in Vienne. Girart is getrouwd met Gibourc, de zuster van koning Othon. Ze hebben twee zonen: Beuvon en Savariez. In Vienne worden ze zeven jaar belegerd door Karel de Grote en zijn neef Roland (Roeland).
Girarts broers zijn ook naar Vienne gekomen. Oliver (Olivier) is de zoon van Renier de Geneva en Aude is zijn mooie dochter. Zij wordt verliefd op Roland en hij op haar. Op een dag neemt Oliver Karels petekind graaf Lanbert de Berry gevangen. In Vienne willen ze vrede bereiken en Olivier brengt Lanberry de volgende dag terug naar het Frankische kamp met een waardevol geschenk van Aude: een vlag met daarop de twaalf apostelen en zichzelf. De vredespoging loopt op niets uit. Er wordt besloten dat Roland en Oliver met elkaar in een tweekamp zullen strijden, op het eiland in de Rhône, om het conflict tussen Girart en Karel te beslechten. Van Joachim de Jood krijgt Oliver onder meer het zwaard Halteclere (Hautecler). Ze vechten lang. Dan verschijnt er een engel die hen tot vrede oproept.
Enige tijd later, als Karel een zwijn achtervolgt in het bos van Clermont en alleen achterblijft, omsingelen hem twintig mannen uit Vienne, waaronder de vier broers, Oliver en Aymeri. Ze zijn met hun paarden via een ondergrondse tunnel in het bos gekomen. Die werd eerder door de heidenen gegraven. Die hadden ook de oude stad Vienne van onneembare muren voorzien. Girart vraagt Karel om vrede. Nu stemt Karel daarin toe. Samen rijden ze via de tunnel terug naar de stad. Karel overnacht er. De volgende dag keert hij terug naar zijn tenten. Er volgt een feest in Vienne en Aude wordt aan Roland beloofd. Dan komt er een bode van koning Yon uit Gascogne. Die meldt dat Bordeaux wordt belegerd en dat veertien Saraceense koningen Karels rijk binnenvallen. Men spreekt af onder Narbonne te verzamelen om ze te verdrijven. Helaas zullen Aude en Roland elkaar nooit terugzien, want Roland komt om in de Slag van Roncesvalles (778).